# Cachimbo (danza)
Se denomina cachimbo a una danza chilena de la zona norte de pueblos y quebradas. Se baila en pareja o individual con pañuelo. Es propio de los pueblos de Tarapacá y Pica (I Región) en las primeras décadas de 1800, con el nombre de Baile y Tierra, calificativo que se le otorgó a la familia de las Picarescas y Apicaradas por su estilo y a la cual pertenece la danza de marras.
Pobladores tarapaqueños distinguen como más arcaica la denominación de Baile y Tierra, señalando que el Cachimbo fue impuesto en Pica, donde le dan el significado de "persona alta que baila con arrogancia". Su área de expansión es reducida. Pueblos, valles y quebradas al interior de Iquique. Sobrevive en fiestas de los Santos Patronos, carnavales y esporádicamente en fiestas familiares. El estilo de esta danza está definido por sus cultores que enseñaron a Margot Loyola que "bailaban en el aire... parecía que volaban... aire al cuerpo, con vaivén... el paso es arrastradito... nada de saltos... los pies apegaditos al suelo... paso menudito, parejito... parecía que se deslizaban sobre patines... danza de alfombra... fina lenta, cadenciosa... muy española...".
El acompañamiento instrumental incluye la zampoña, piano, guitarra, violín, mandolina y banyo en múltiples agrupaciones, según la ocasión en que se baile. Actualmente predominan bandas de aerófonos: trompetas, flautas, tubas, saxos y otros con percusión de bombo, caja y platillos.
Su estructura general la conforman tres secciones, con diseño de piso complejos y variados. En su primera sección se observan tres evoluciones (con variantes) cuyas denominaciones regionales son: Saludo, Encuentro, Hecha y Desecha, que no tienen un orden establecido ni tampoco un número exacto de repeticiones, determinando esto último por la amplitud de cada evolución. La segunda sección está estructurada generalmente con cuatro desplazamientos, un encuentro que se realiza primero por la derecha y luego por la izquierda, sucediéndole una hecha a veces seguida de una desecha. La tercera sección, una simulación de toreo, sobre la base de círculos, cambios de frente, giros, contragiros, movimientos de traslación y rotación, es de extensión indeterminada. Es aquí donde la danza alcanza su mayor intensidad expresiva, un duelo danzado. Los pasos son bajos caminados, deslizados o valseados, estando ausentes zapateos y saltos.
Su vestimenta es de muchos colores en tanto para la mujer o para el hombre. 

## Familia de las Pincarescas y Danza de marras
Las "familias picarescas" a las que se hace referencia en el contexto de la danza cachimbo en Chile no se refieren a familias en el sentido tradicional de parentesco, sino que es una expresión utilizada para describir un estilo de danza y música particular que se originó en la zona norte de Chile, específicamente en los pueblos y quebradas de Tarapacá y Pica. Este estilo se caracterizaba por ser alegre, festivo y un tanto picante, lo que llevó a que se le atribuyera el calificativo de "picarescas" o "apicaradas".
La danza cachimbo, también conocida como "Baile y Tierra", es una manifestación cultural que se desarrolló en este contexto y se caracteriza por ser bailada en pareja, con un hombre y una mujer, así como de forma individual con pañuelo. Es una danza tradicional que ha sido transmitida a lo largo de generaciones y que forma parte del patrimonio cultural de la región norte de Chile.
El término "danza de marras" es una expresión que se utiliza en algunos contextos para referirse a una danza específica o a la danza que se menciona anteriormente, es decir, el cachimbo. En este caso, "de marras" se usa como una forma de referirse a la danza en cuestión, es decir, a la danza cachimbo.
En resumen, las "familias picarescas" y la "danza de marras" se refieren a un estilo de danza y música tradicional que se originó en la zona norte de Chile, concretamente en los pueblos y quebradas de Tarapacá y Pica, y que se caracterizaba por su estilo alegre y festivo. La danza cachimbo es una de las manifestaciones más destacadas de este estilo, que se baila en pareja o de forma individual con pañuelo.